# Conny Karlsson (athlétisme)
Pour l’article homonyme, voir Conny Karlsson.
Conny Karlsson, né le 30 décembre 1975 à Dragsfjärd, est un lanceur de poids finlandais.

## Biographie
Entraîné par Robert Malmberg, cet athlète de 1,95 m pour 124 kg faisait partie du club d'athlétisme de Pargas. Son record personnel est de 20,78 m, une performance réalisée lors de la finale des championnats du monde de 2001, à Edmonton, où il prend la septième place.
Sa principale victoire internationale est une médaille d'or aux championnats d'Europe espoirs de 1997, à Turku. Il a aussi été cinq fois champion de Finlande, dont deux fois en indoor.
Il décide de mettre un terme à sa carrière en 2007 en raison d'une colite ulcérante. Peu après, on lui diagnostique un cancer du côlon et il est opéré. Il revient à la compétition en 2009 et remporte le titre nationale l'année suivante.